# Oxalis falcatula
Oxalis falcatula är en harsyreväxtart som beskrevs av Salter. Oxalis falcatula ingår i släktet oxalisar, och familjen harsyreväxter. Inga underarter finns listade i Catalogue of Life.